# Ixora nienkui
Ixora nienkui är en måreväxtart som beskrevs av Elmer Drew Merrill och Woon Young Chun. Ixora nienkui ingår i släktet Ixora och familjen måreväxter. Inga underarter finns listade i Catalogue of Life.